# 中屋夏澄
中屋 夏澄（なかや かすみ、1994年10月8日 - ）は、日本の元女子バレーボール選手である。

## 来歴
広島県安芸郡府中町出身。友人に誘われて小学4年次からバレーボールを始めた。府中町立府中緑ヶ丘中学校から関西のバレーボール強豪校である京都橘高校にバレーボール留学する。同校在学中の2011年8月にトルコのアンカラで開催された世界ユース選手権の代表メンバーに選出、7位となった。
2013年4月に日本体育大学に進学。同年度のジュニア代表に選出され、6月にチェコのブルノで開催された第17回世界ジュニア選手権に出場。控えに回ったが28年ぶりとなる準優勝を果たす。
2015年度はユニバーシアード代表メンバーとなり、7月に大韓民国の光州市で開催された第28回ユニバーシアードに出場し、銅メダルを獲得した。
2016年度はU-23代表及びユニバーシアード代表に選出された。7月に中華人民共和国の張家港市で開催された東アジア地区バレーボール選手権大会では銀メダルを獲得。9月にベトナムのビンフックで行われたアジアカップ選手権はシニア大会であったが、日本バレーボール協会はU-23代表を派遣し、チームは4位に食い込む健闘を見せた。
一方、国内大会では2014年のミキプルーンスーパーカレッジバレー全日本大学選手権で、日本体育大学を21年ぶりの優勝に導き、自らもベストスコアラー賞に耀いた。
同年12月6日、V・プレミアリーグのトヨタ車体クインシーズは、中屋ら3選出の内定を発表した。2017年1月7日のVプレミアリーグ日立リヴァーレ戦にリリーフサーバーとして途中出場し、プレミアデビューを果たした。
2022年、2021-22シーズン終了をもって現役引退した。

## 球歴
- 全日本ユース代表 - 2011年
  - 世界ユース選手権 - 2011年（7位）
- 全日本ジュニア代表 - 2013年
  - ジュニア世界選手権 - 2013年（準優勝）
- ユニバーシアード代表 - 2015-2016年
  - ユニバーシアード - 2015年光州大会（銅メダル）
  - 東アジア地区バレーボール選手権大会 - 2016年（銀メダル）
- U-23代表 - 2016年
  - アジアカップ選手権 - 2016年（4位）

## 所属チーム
- 大和JVC[16]
- 京都橘高校
- 日本体育大学（2013-2017年）
- トヨタ車体クインシーズ（2017-2022年）

## 受賞歴
- 2014年 - 全日本バレーボール大学男女選手権大会 ベストスコアラー賞

## 個人成績
Vプレミアリーグレギュラーラウンドにおける個人成績は下記の通り。
| シーズン | 所属       | 出場 | 出場   | アタック | アタック | アタック | アタック | ブロック | ブロック | サーブ | サーブ | サーブ | サーブ | レセプション | レセプション | 総得点 | 備考     |
| -------- | ---------- | ---- | ------ | -------- | -------- | -------- | -------- | -------- | -------- | ------ | ------ | ------ | ------ | ------------ | ------------ | ------ | -------- |
| シーズン | 所属       | 試合 | セット | 打数     | 得点     | 決定率   | 効果率   | 決定     | /set     | 打数   | エース | 得点率 | 効果率 | 受数         | 成功率       | 総得点 | 備考     |
| 2016/17  | トヨタ車体 | 5    | 6      | 0        | 0        | 0.0%     | %        | 0        | 0.00     | 8      | 0      | %      | 6.3%   | 0            | 0.0%         | 0      | 内定選手 |
| 2017/18  | トヨタ車体 | 21   | 27     | 140      | 50       | 38.5%    | %        | 4        | 0.15     | 66     | 2      | %      | 1.9%   | 83           | 30.1%        | 56     |          |
| 2018/19  | トヨタ車体 |      |        |          |          | %        | %        |          |          |        |        | %      | %      |              | %            |        |          |